# Луций Геганий Мацерин
Луций Геганий Мацерин (лат. Lucius Geganius Macerinus; V — IV века до н. э.) — римский политический деятель из патрицианского рода Геганиев, военный трибун с консульской властью 378 года до н. э.
Луций Геганий входил в состав коллегии, состоявшей из шести военных трибунов-патрициев. Вместе со своим коллегой Квинтом Сервилием Фиденатом он возглавил одну из двух армий, разграбивших земли вольсков.
О дальнейшей судьбе Луция Гегания источники не сообщают.